# 토나라
토나라(Tonara)는 이탈리아 사르데냐 주 누오로도에 있는 코무네이다. 칼리아리에서 북쪽으로 약 90 킬로미터 (56 mi), 누오로에서 남서쪽으로 약 35 킬로미터 (22 mi) 떨어진 곳에 위치한다. 2004년 12월 31일 기준으로 인구는 2,116명이며 면적은 52.1 제곱킬로미터 (20.1 mi2)이다.
토나라 코무네에는 프라치오네 (하위 구역, 주로 마을과 촌락)인 아라술레, 수 프라누, 토네리, 텔리세리, 일랄라 (버려짐)가 포함된다.
토나라는 다음 코무네와 접해 있다: 아우스티스, 벨비, 데술로, 소르고노, 티아나.